# Avas
L'Avas ([ˈɒvɒʃ]) est un sommet de Miskolc, en lisière orientale du Bükk dans les Carpates occidentales. On y trouve le temple réformé d'Avas avec son campanile, ainsi que la tour de télévision, désormais belvédère d'Avas. La montagne a également donné son nom au quartier éponyme, connu pour être le plus grand quartier de grands ensembles de Hongrie.